# 도널드 페이건
도널드 페이건(영어: Donald Fagen, 1948년 1월 10일 ~ )은 1970년대 초 음악 파트너 월터 베커와 함께 결성된 밴드 스틸리 댄의 공동 설립자, 리드 싱어, 공동 작곡가, 그리고 키보디스트로 가장 잘 알려진 미국의 음악가이다. 스틸리 댄과 함께 작업한 것 외에도, 페이건은 네 장의 솔로 음반을 발매했다. 그는 1982년 7개의 그래미 어워드 후보에 오른 《The Nightfly》라는 음반으로 솔로 활동을 시작했다. 2001년, 페이건은 스틸리 댄의 일원으로서 로큰롤 명예의 전당에 헌액되었다. 2017년 베커가 사망한 후, 페이건은 스틸리 댄의 유일한 오리지널 멤버로 투어를 계속하고 있다.

## 스타일 및 테마
페이건은 자신을 독학한 피아니스트이자 독학한 성악가로 분류했지만, 버클리 음대에서 정식으로 몇 학기를 공부했고 수년간의 투어의 긴장된 효과를 느낀 후 예방책으로 1970년대 중반에 보컬 레슨을 받았다. 비록 그는 연예인이 되는 것을 배웠지만, 초반에 페이건은 심각한 무대 공포증에 시달렸고, 이는 스틸리 댄의 프로듀서 게리 캐츠가 데이비드 파머를 고용하여 스틸리 댄의 데뷔 음반인 《Can't Buy a Thrill》에서 두 곡을 불렀다. 이로 인해 1970년대 초 로이스 존스와 마이클 맥도널드가 밴드 투어에서 가수로 고용되기도 했다. 페이건은 펜더 로즈 일렉트릭 피아노와 월릿처 일렉트릭 피아노를 연주한다.
로버트 크리스트가우에 따르면, 페이건은 "히피"나 그의 세대의 반문화의 메시지에 대해 별로 신경 쓰지 않는 "병리적인 철인주의자"이며 "그의 60년대는 영리하고 다소 얕은 교외의 백인 아이가 브루벡과 보헤미아니즘, 방공호 날개와 이국적인 지역으로 연결되는 대서양 횡단 철도를 꿈꿀 수 있었던 케네디 시대다"라고 말했다.